# 山田文裕
山田 文裕（やまだ ふみひろ、Fumihiro Yamada、1977年（昭和52年）7月18日 - ）HBC北海道放送に所属する営業マン兼番組プロデューサー。

## 来歴
北海道勇払郡出身。札幌市立札幌開成高等学校を経て、北海道大学工学部電子工学科、北海道大学大学院工学研究科修士課程を卒業。2003年4月北海道放送に入社。
北海道の制作部ディレクターを経て、2013年6月に東京支社テレビ営業部に異動。営業を中心としながら、年2回ほど番組制作にも携わる。2022年7月に本社制作部へ復帰。
同局の熊谷優希ディレクターが右腕兼左腕としての役割を果たしている。

## 担当番組

### 現在
レギュラー
- ジンギス談（2023年10月- 統括）
- サタブラ（2024年4月- 統括プロデューサー）
  - 夜のサタブラ（2025年4月- チーフプロデューサー）

#### 不定期
- 知らなくて委員会（2020年11月- チーフプロデューサー）
- メイドインホッカイドウ～どさんこが日本を支えてる？（2015年2月- プロデューサー）

### 過去

#### レギュラー
- 朝ビタTV
- Hana*テレビ
- 今日ドキッ!
  - グッチーの今日ドキッ！[3]
- ケッパレごはん
- ブラキタ
  - 夜のブラキタ

#### ローカル単発
- 旭山動物園の挑戦シリーズ
- ロンブー淳の休日 北海道で〇〇集合
- どさんこおやじ3人旅
- 北海道vs広島 太っ腹はどっち？
- 地元最高ツアーズ
- 三笠のキングと、あと数人（ドラマ•2025年4-5月 プロデューサー）

#### ネット単発
- スイーツ王国北海道 幸せ探すお菓子の旅（2013年5月 チーフプロデューサー）[4]
- お取り寄せレストラン 今すぐ食べたくなる!美味しい1時間 （2017年5月 プロデューサー）
- こんなところに絶品グルメ？お取り寄せレストラン（2018年5月 プロデューサー）[5]
- 全国ボロいい宿（2019年2月- プロデューサー）
- 歩いて稼ごう！1歩1円（2024年6月 チーフプロデューサー）
- スマホがない時、どうしていたの？（2024年７月 チーフプロデューサー）
- そろえてつくれ！新名物ごちそうビンゴ（2025年6月- チーフプロデューサー）
- 先駆け！アーレーイーマー〜アレがあるからイマがある〜（2025年７月 チーフプロデューサー）[6]